# Agata (pomme de terre)
Pour les articles homonymes, voir Agata.
L'Agata est une variété nordique de 1989 de pomme de terre, aux tubercules cultivés en Europe occidentale. Elle est inscrite aux catalogues officiels de divers pays européens. Elle est la plus vendue en France.

## Origine génétique
Elle est issue du croisement entre les variétés « BM 52-72 » et  « Sirco » réalisé  en 1989  par la société suédoise Svalöf Weibull AB, filiale du groupe semencier Lantmännen SW Seed dans sa station de sélection d'Emmeloord aux Pays-Bas, en collaboration avec la société néerlandaise Agrico.
Cette variété est inscrite au catalogue officiel des variétés en Autriche, en France et aux Pays-Bas depuis le 20 décembre 1989. Elle a été ultérieurement inscrite au catalogue de divers pays européens (Bulgarie, Hongrie, Roumanie, Slovaquie et Suisse).

## Principales caractéristiques

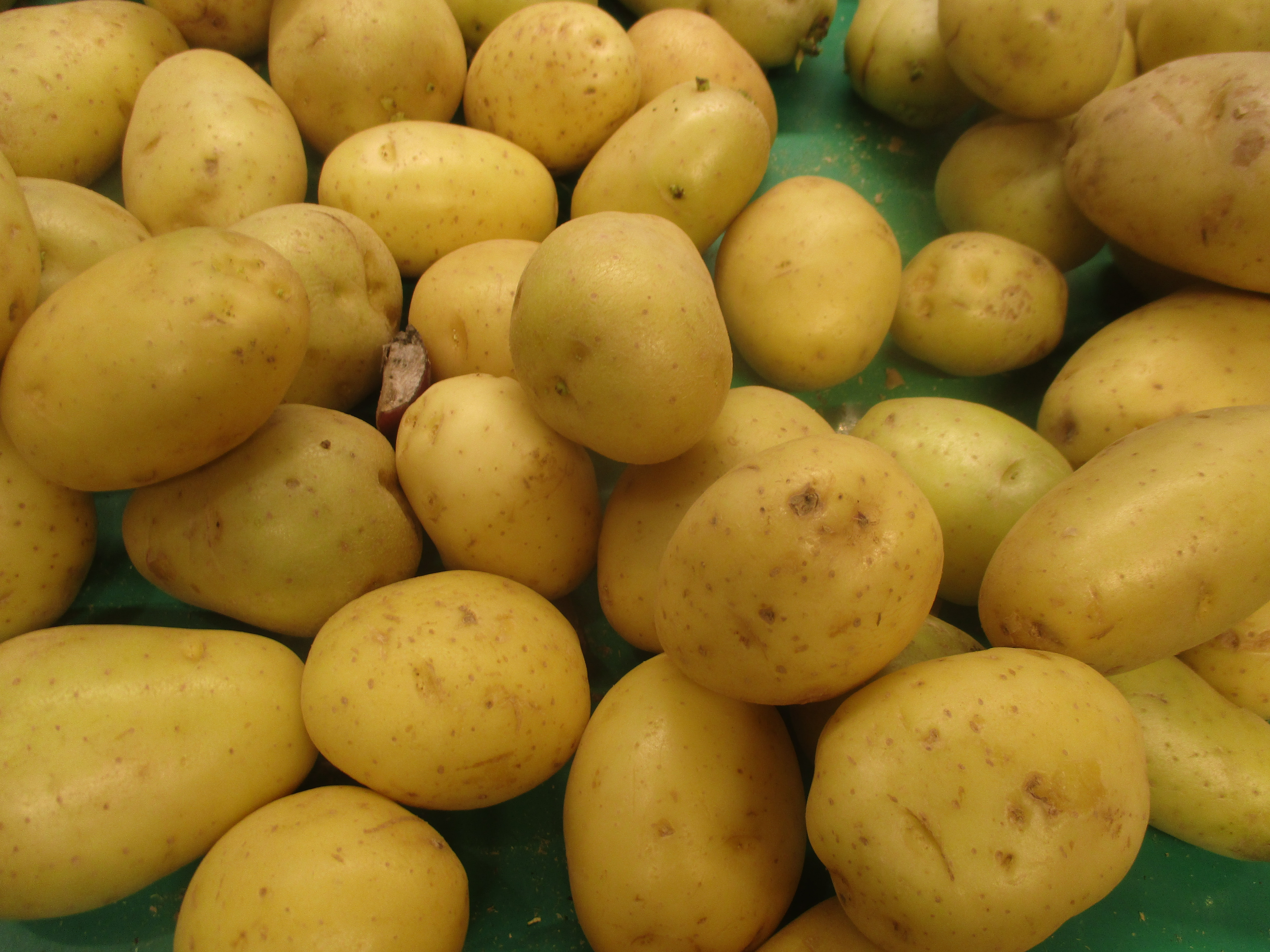
Pommes de terre Agata.

Elle est surtout cultivée en France, en Italie et en Espagne.. C'est l'une des principales variétés cultivées en Andalousie pour la production de la « Patata Temprana de Andalucía » (pomme de terre primeur d'Andalousie).
C'est la variété la plus vendue en France, mais les puristes lui reprochent d'être plus jolie que goûteuse. Elle est plus facile que les autres à cultiver, à conserver et à éplucher, mais manque de goût.
Tubercule : ovales à oblongs ; peau lisse, jaune pâle ; yeux superficiels ; chair jaune.
Germe : cylindriques larges; bleu-violet, faiblement pigmentés.
Plante : grandeur moyenne, étalés ; tiges minces, non pigmentée.
Tige : fortement ramifiées.
Feuille : vert moyen, semi-ouvertes ; nervures médianes et pétioles non pigmentés.
Fleur : peu nombreuses, corolle blanche de grandeur moyenne ; anthères orange.
Cette variété de pomme de terre est idéale pour une cuisson en gratin, au four, dans des plats mijotés et en robe des champs.
Elle est classée dans le groupe culinaire A-B.